# Planetetherium
Planetetherium mirabile
Genre
Espèce
Planetetherium est un genre fossile de mammifères dermoptères, c'est-à-dire de lémurs volants. Cet animal herbivore a vécu en Amérique du Nord au cours du Paléocène.
Une seule espèce est rattachée au genre : Planetetherium mirabile.

## Distribution et datation
Des fossiles de Planetetherium ont été retrouvés aux États-Unis, au Montana dans la formation de Polecat Bench (en) et au Wyoming dans la formation de Fort Union (en). Ces deux formations sont datées du sommet du Paléocène (Thanétien terminal), soit il y a environ entre 57 et 56 Ma (millions d'années).

## Description
Planetetherium mesurait environ 25 centimètres de long. On retrouve ses fossiles dans des sédiments déposés dans un environnement riche en cyprès.

## Classification
Il est possible qu'il soit un parent de l'actuel galéopithèque (Cynocephalus volans).